# Substitution nucléophile aromatique
La substitution nucléophile aromatique  est une réaction chimique du domaine de la chimie organique, au cours de laquelle un groupement électro-attracteur fixé à un cycle aromatique est substitué par un groupement nucléophile.  Elle permet de préparer des composés aromatiques substitués par une grande variété de groupements fonctionnels.